# ماکی چی.۲۰۲
ماکی چی.۲۰۲ فولگوره (به ایتالیایی: Macchi C.202 Folgore) (آذرخش) یک هواگرد جنگنده تک‌باله تک‌موتوره دوره جنگ جهانی دوم ساخت شرکت ماکی آیروناوتیکا در پادشاهی ایتالیا بود.

## مشخصات فنی
ماکی چی.۲۰۲ :
مشخصات عمومی
- خدمه: ۱ نفر
- طول: ۸٫۹ متر
- طول بال: ۱۰٫۶ متر
- نیرومحرکه: ۱ × موتور وی۱۲ دایملر-بنتس دی‌ب ۶۰۱آ خنک‌شونده با مایع: ۶۰۰ اسب بخار

عملکرد
- حداکثر سرعت: ۵۹۴ کیلومتر بر ساعت

تسلیحات
- ۲ × مسلسل ۱۲.۷ میلی‌متری بردا-سافات
- ۲ × مسلسل ۷.۷ میلی‌متری بردا-سافات